# Paretz

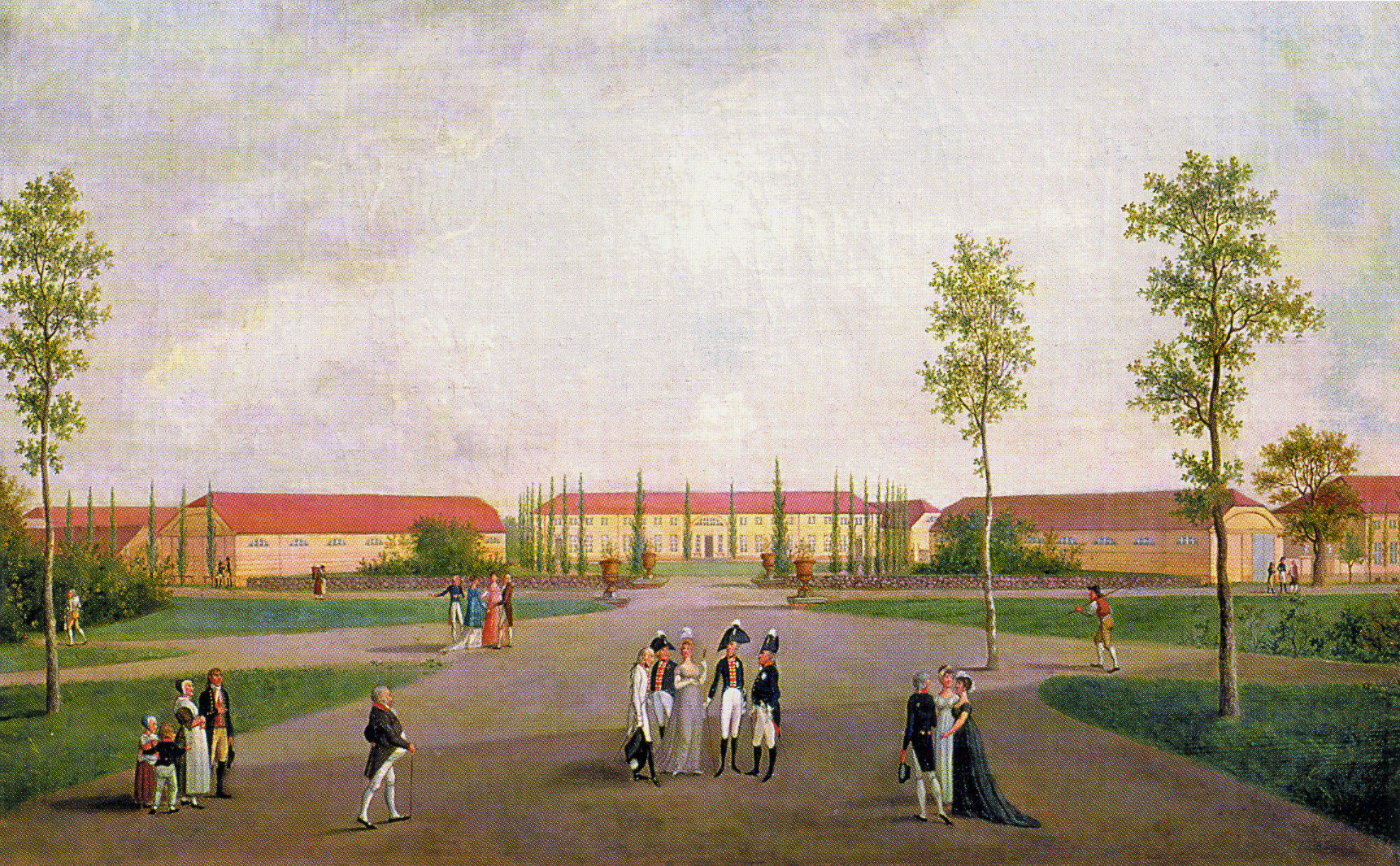
Vue du château de Paretz vers 1800

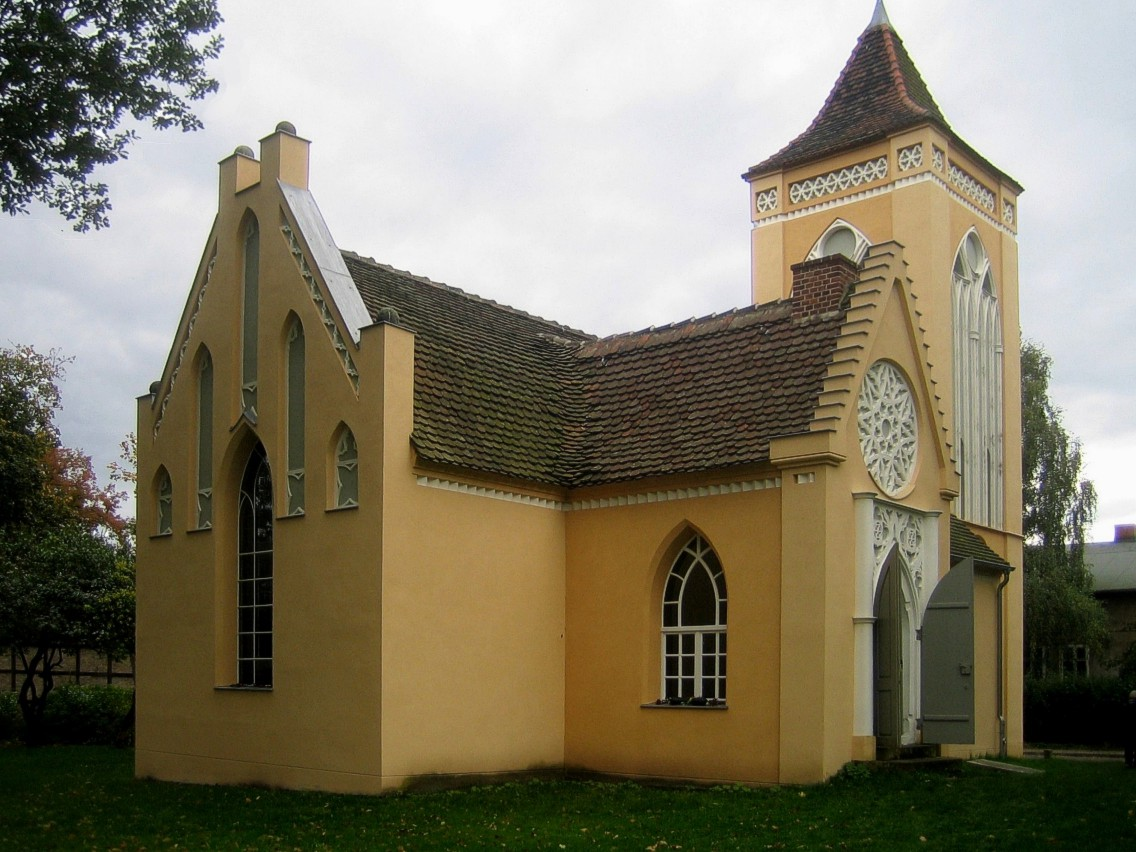
L'église de Paretz

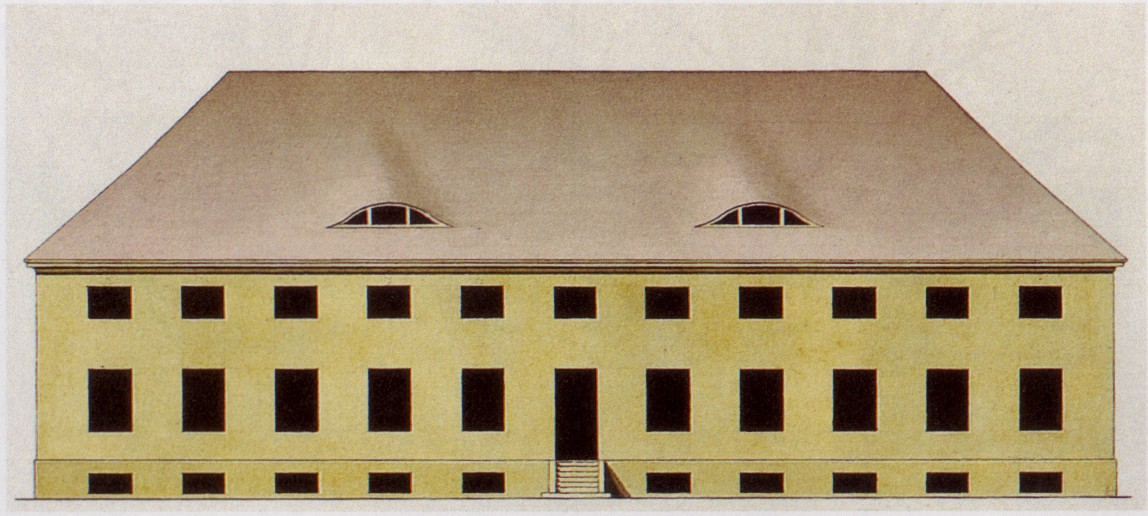
La maison de l'administrateur

Paretz est un ancien village, aujourd'hui partie de la ville de Ketzin, à une quarantaine de kilomètres à l'ouest de Berlin. Il fait partie de l'arrondissement du Pays de la Havel dans le Brandebourg. Le Kronprinz, futur Frédéric-Guillaume III de Prusse, acquiert le domaine à la fin du XVIIIe siècle et reconstruit le village, ainsi que le château, le château de Paretz, dans le style classique, pour en faire sa résidence d'été.

## Histoire
L'endroit est habité depuis l'âge de la pierre. Son nom vient du vieux slave po-reka (по река), signifiant près de la rivière. Le village est cité dans les textes en 1197. Il était peuplé de pêcheurs wendes, puis est habité de paysans allemands. Il y avait en fait deux groupements villageois. Il appartient autour de 1350 à la famille von Diericke, puis à la famille von Arnim et à partir de 1658 aux barons von Blumenthal. Le Kronprinz l'achète pour 85 000 thalers en 1797, avant de devenir roi de Prusse quelques mois plus tard.
Il y fait un séjour en septembre avec son épouse, née Louise de Mecklembourg-Strelitz, et apprécie l'endroit qu'il connaissait depuis l'enfance. Il décide donc de faire construire un nouveau château en style classique, par l'architecte David Gilly et son fils. Le château de Paretz, après avoir subi des altérations est aujourd'hui restauré. Son parc à l'anglaise est reconstitué à la fin des années 1980.
Le parc voulu par Gilly dans un esprit rousseauiste est dessiné en trois parties par David Garmatter et mesure 7,5 hectares. Il est ponctué d'allées et de points de vue. Le jardin d'agrément proche du château est situé sur l'ancien jardin potager aménagé par la famille Blumenthal sur une surface plane. Il était décoré d'un pavillon à la japonaise, d'une grotte et d'un temple en ruines, détruits en 1945. Le verger, légèrement vallonné, est traversé d'une allée qui marque l'axe principal du château. Deux bâtiments paysagers en sont l'ornement, l'église et la maison gothique. Le verger a été restauré en 1975.
Le jardin de la maison de roseaux est différent. Il y avait au sud, autour de 1800, un vignoble. La maison couverte d'un toit de roseaux qui a donné son nom à cette partie du parc a été construite par le fils de David Gilly, Friedrich, et a été démolie en 1903. Elle était située sur le point le plus élevé du parc. Frédéric-Guillaume III fait placer en 1811 des grilles de fer avec un portail, après la mort de son épouse, en souvenir de sa dernière visite au château qui eut lieu le 20 mai 1810. Elles étaient en style néogothique et furent démolies en 1920. Dans la partie est du jardin se trouvent maintenant des blocs d'immeubles construits en 1965.
L'église construite en 1797-1798 se trouve à l'emplacement d'une église du XIIIe siècle. Des fragments de fresques intérieures datant de cette époque furent conservés dans le chœur. L'intérieur est décoré de trompe-l'œil. Elle a été restaurée en 1983-1985 à l'identique. Un relief de Johann Gottfried Schadow représente l' apothéose de la reine Louise.

## Le village-modèle
Frédéric-Guillaume commande à Gilly après son accession au trône de construire un village-modèle, toujours dans cet esprit rousseauite. Les anciennes petites maisons villageoises sont détruites et reconstruites aux frais du roi. Désormais ce sont une dizaine de fermes qui sont bâties en conformité avec le style classique du château, ainsi que différents bâtiments collectifs.

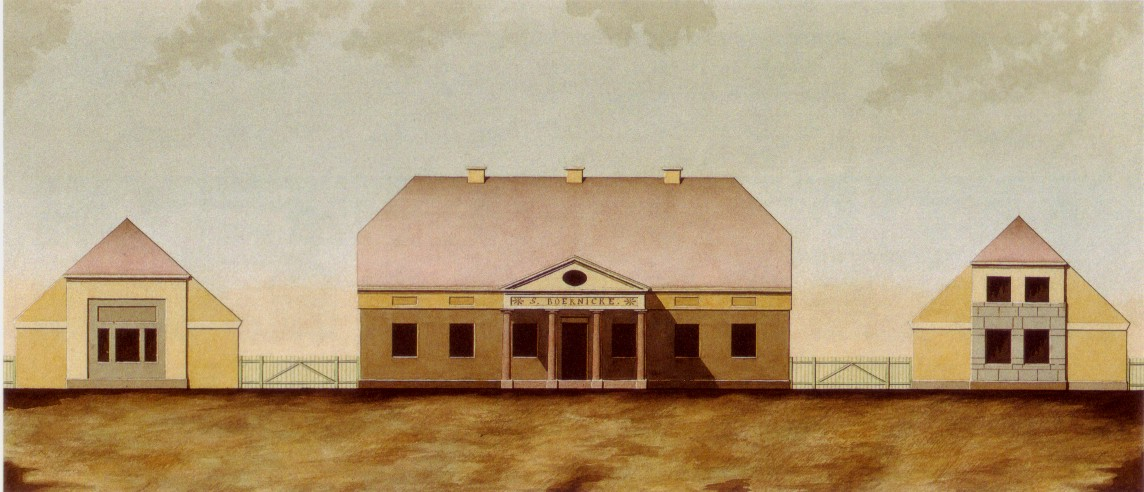
La maison du juge de paix du village
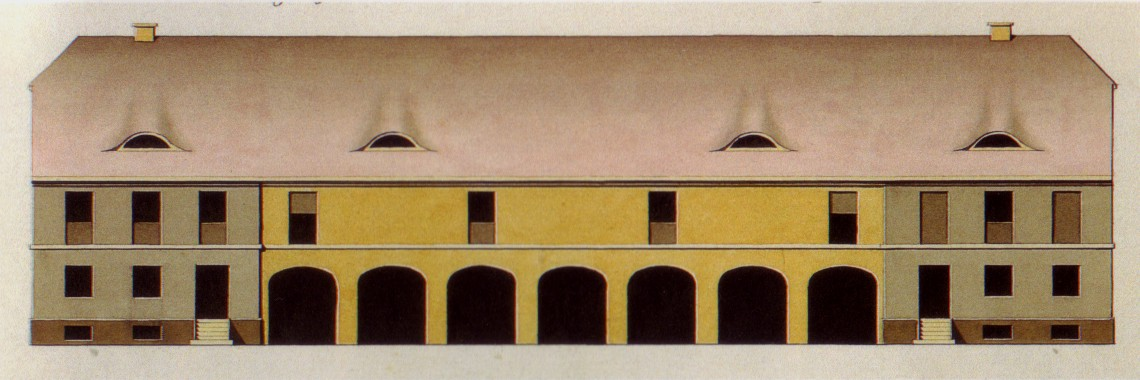
La réserve des récoltes
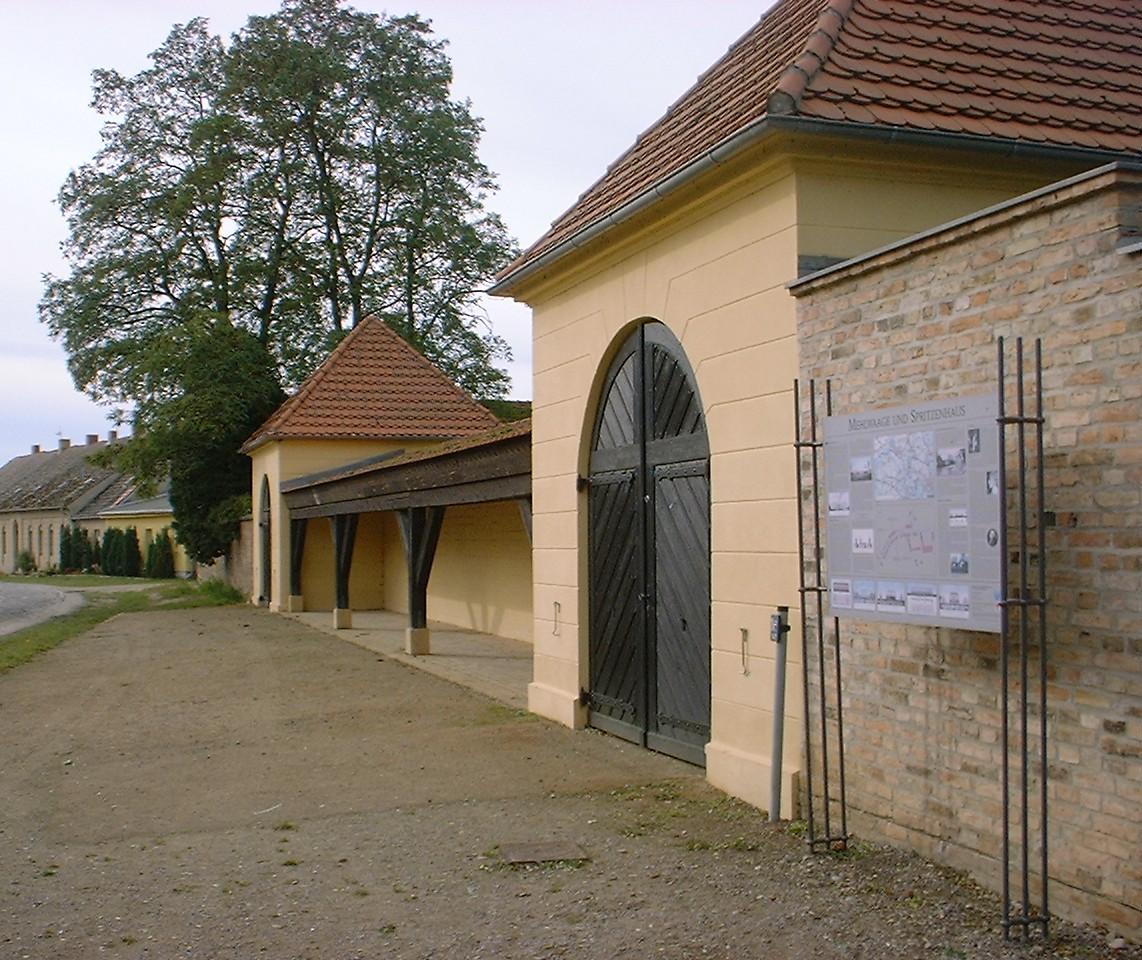
Bâtiment de mesure des farines et des pompiers
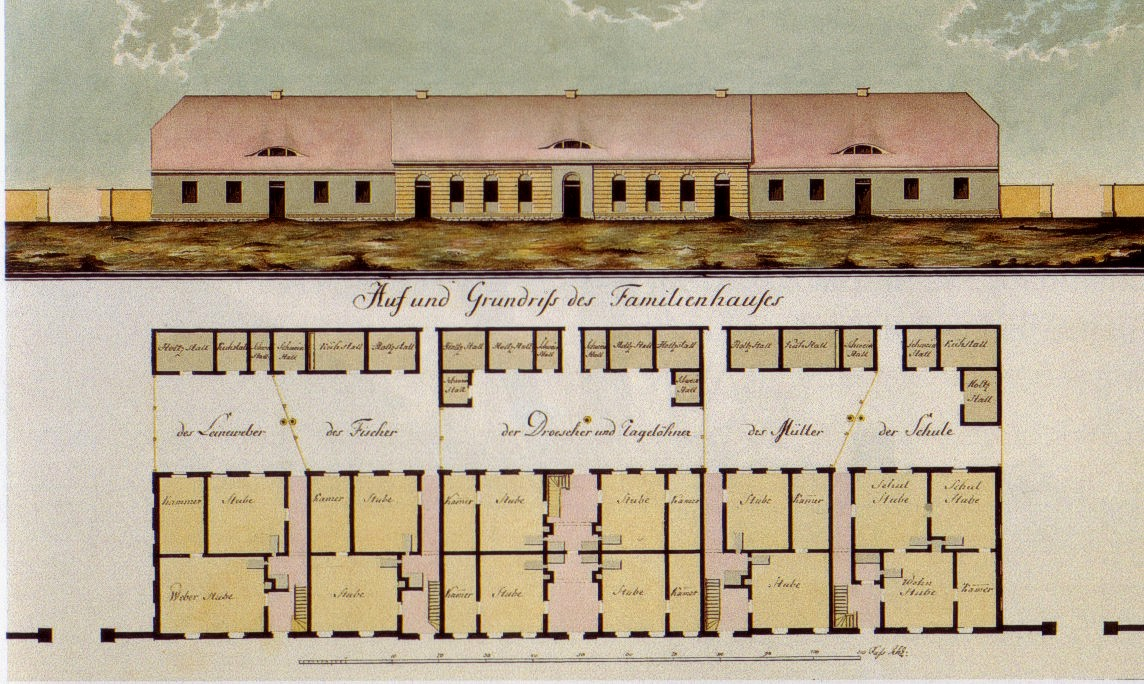
Maison collective d'habitation Familienhaus

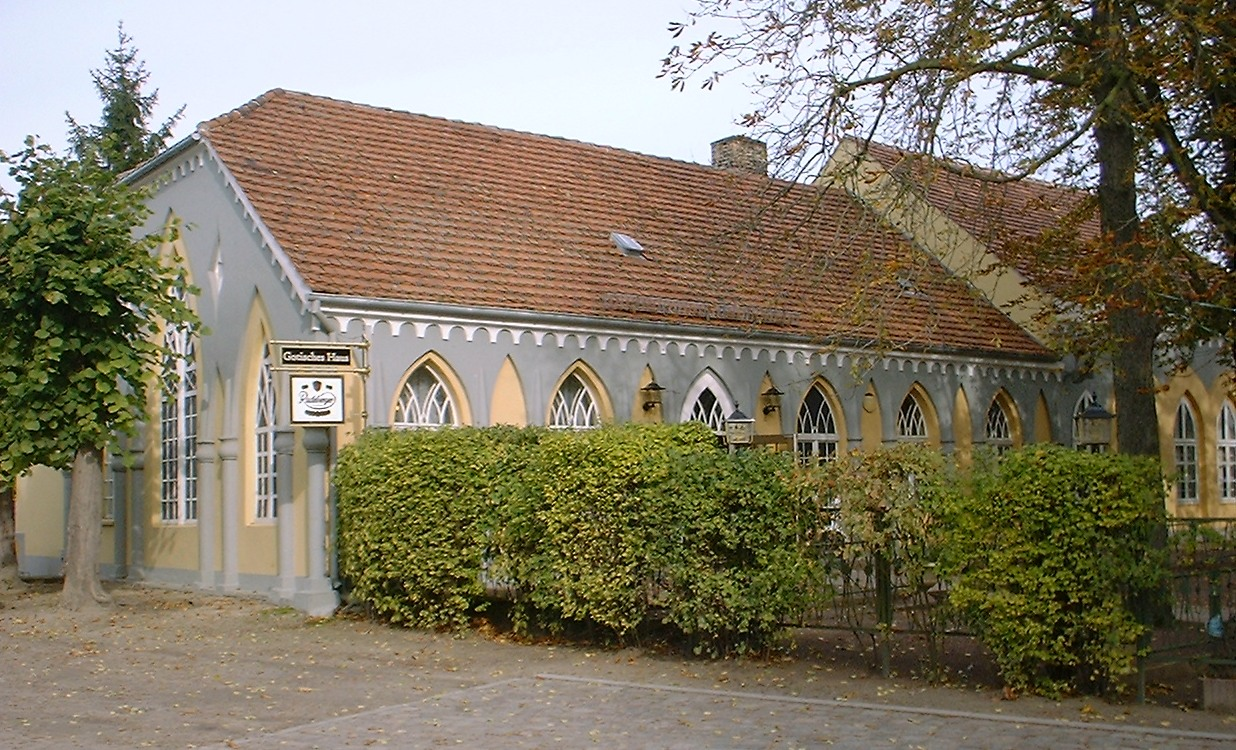
La maison gothique

Une Familienhaus en particulier abrite les logements du meunier, du pêcheur, du maître d'école, etc. Deux petites maisons, dont l'une abrite le berger, de chaque côté de l'entrée-est de la rue principale marquent l'arrivée au village. Une maison gothique dans le verger accueille le forgeron. C'est aujourd'hui une auberge.
Le roi voulait que le village demeurât inchangé après la mort de la reine Louise qui aimait tant cet endroit. Il émit un décret en ce sens en 1833. Cependant après le milieu du XIXe siècle les nécessités de la vie économique contredirent ce souhait. La maison gothique est restée presque inchangée, mais d'autres bâtiments ont perdu leur raison d'être, ont été abandonnées, ou transformées. Cependant depuis 1989, la plupart des maisons ont été restaurées, et le château lui-même entre 1999 et 2001.

## Source
- (de) Cet article est partiellement ou en totalité issu de l’article de Wikipédia en allemand intitulé « Paretz » (voir la liste des auteurs).